# Bertalan Tóth
Bertalan Tóth (ur. 10 listopada 1975 w Peczu) – węgierski polityk, prawnik i samorządowiec, poseł do Zgromadzenia Narodowego, w latach 2018–2020 przewodniczący Węgierskiej Partii Socjalistycznej (MSZP), a od 2020 do 2022 współprzewodniczący tego ugrupowania.

## Życiorys
W 2000 ukończył studia prawnicze na Uniwersytecie w Peczu. Podjął pracę w zawodzie prawnika, w 2004 uzyskał uprawnienia zawodowe, rozpoczął następnie praktykę adwokacką.
Zaangażował się w działalność polityczną w ramach Węgierskiej Partii Socjalistycznej, do której wstąpił w 1992. Objął m.in. funkcję przewodniczącego partii w Peczu. W latach 2002–2014 zasiadał w radzie miejskiej Peczu, od 2006 do 2009 zajmował stanowisko wiceburmistrza.
W 2014 po raz pierwszy z ramienia MSZP uzyskał mandat posła do Zgromadzenia Narodowego. Z powodzeniem ubiegał się o reelekcję w wyborach w 2018 i 2022. W czerwcu 2018 został wybrany na nowego przewodniczącego węgierskich socjalistów.
W 2019 został wybrany do Europarlamentu, jednak zrezygnował z objęcia mandatu w tym gremium. We wrześniu 2020 pozostał na czele socjalistów jako współprzewodniczący razem z Ágnes Kunhalmi. Funkcję tę pełnił do października 2022.